# Frontenhausen
Frontenhausen es un municipio en el Condado de Dingolfing-Landau, en Baviera (Alemania).

## Geografía
El pueblo se encuentra en el valle del río Vils, cerca del pantano. El clima es el típico de Europa central.

## Barrios
Cuenta con los siguientes barrios:
Aign, Altenkirchen, Bach, Berg, Bertensdorf, Biegendorf, Bircha, Eiselsdorf, Feldmühle, Friedersdorf, Frontenhausen, Fuchsberg, Gaiswang, Geisbruck, Georgenschwimmbach, Grub, Grubwinkl, Grund, Haag, Lichtenegg, Eschlbach, Loitersdorf, Oed, Rampoldstetten, Reisach, Rieglöd, Sandöd, Schaufl, Schern, Schwaige, Sonnleiten, Wachlkofen, Waldfried, Wettersdorf, Witzeldorf y Wollöd. 

## Historia
En la zona se encontró el esqueleto de un Deinotherium (protoelefante), así como vestigios que demuestran que la zona estuvo habitada en el Neolítico. Posteriormente fue colonizada por los romanos.
La primera mención del Conde de Frontenhausen data del año 1100. Sobre 1180 se construyó el Palacio de Teisbach como la sede del Condado. En 1226, a la muerte del conde, pasó a depender del Obispo de Ratisbona.

## Lugares de Interés

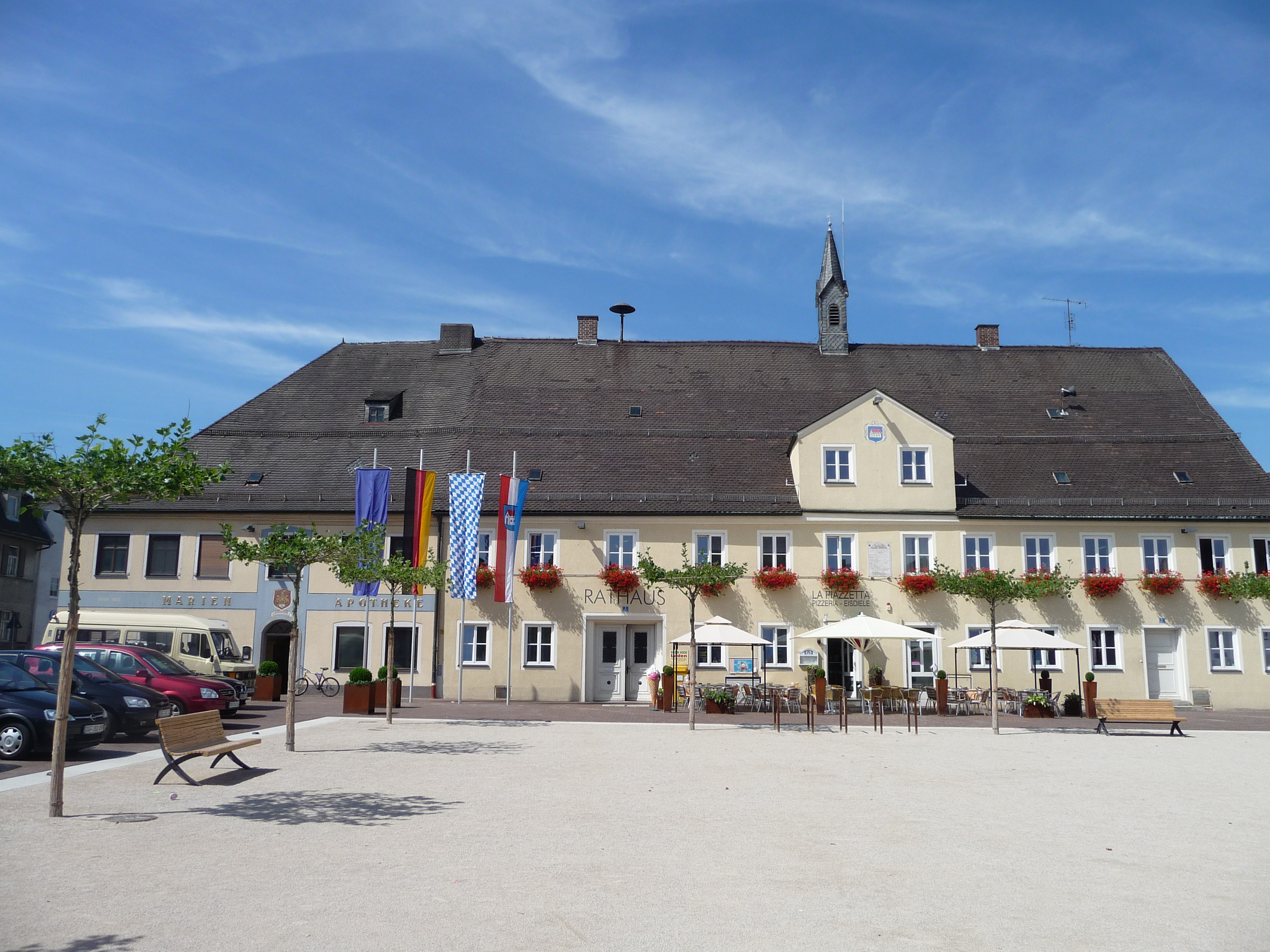
El Ayuntamiento y Marienapotheke

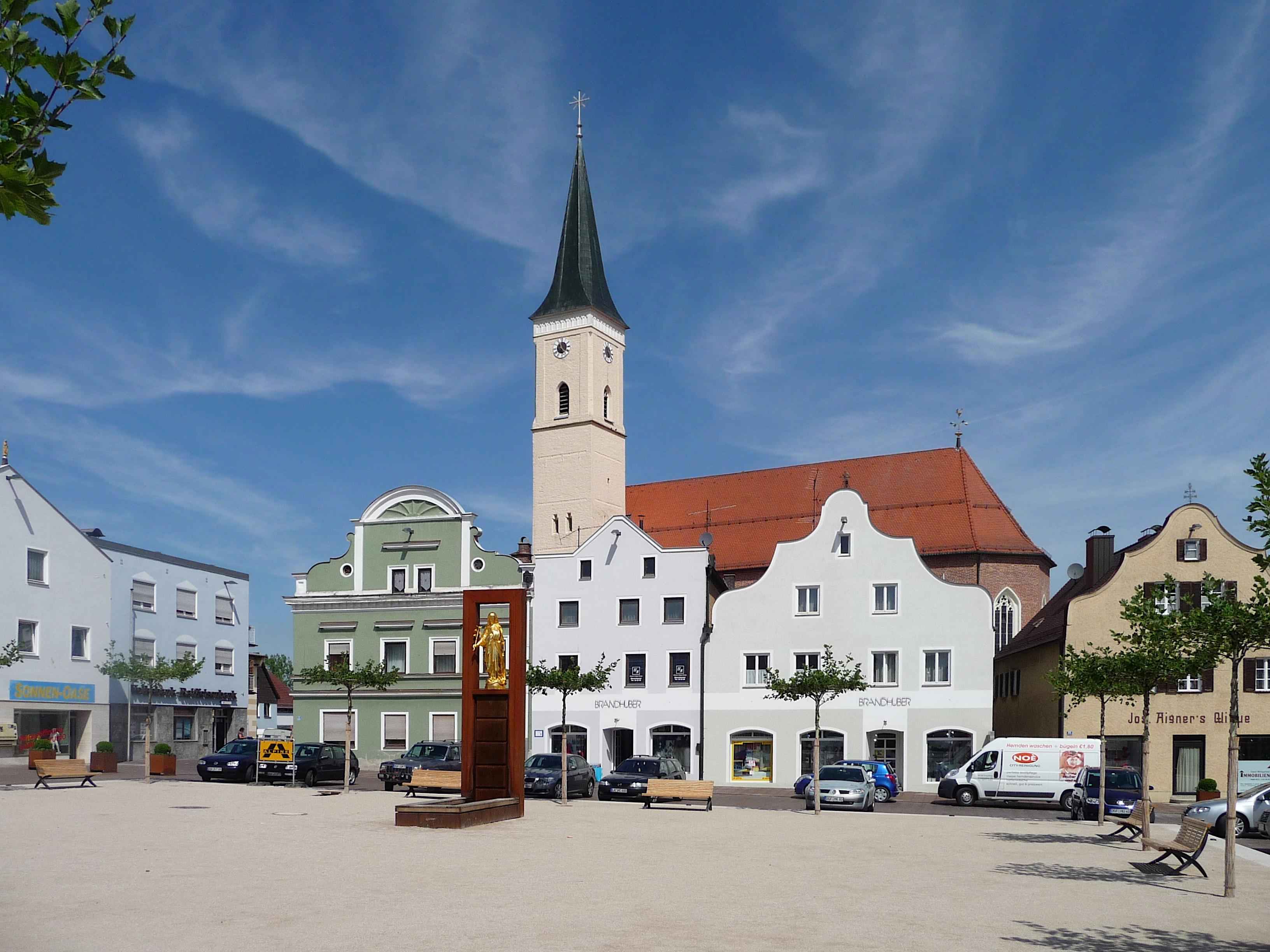
La plaza con una estatua de la virgen Maria y la iglesia Parroquial de San Jaime